# Samuel de Worms
Samuel de Worms, également Samuel de Lorsch (né vers 785 et mort le 7 février 857 à Lorsch) était évêque de Worms, abbé du monastère impérial de Lorsch et fondateur du monastère de Cyriacus à Worms-Neuhausen.

## Vie et activité
Selon les annales de Lorsch, Samuel a grandi dans le couvent dès son enfance.  Plus tard, il est venu à l'abbaye de Fulda pour poursuivre ses études, où il s'est lié d'amitié avec Rhabanus Maurus, archevêque de Mayence. Pour parfaire leurs études, ils séjournèrent tous deux au monastère Saint-Martin de Tours auprès du célèbre Alcuin († 804), considéré comme le plus grand érudit de son temps.
Dès 837, Samuel apparaît dans des documents comme abbé du monastère bénédictin de Lorsch. Selon Johann Friedrich Schannat (de), dans son « Historia episcopatus Wormatiensis » (1734), il était également évêque de Worms à partir de 841. L'évêque Samuel a acquis à Rome les reliques de saint Cyriaque, l'un des 14 saints auxiliaires et les a apportées à l'église Saint-Denys à Worms-Neuhausen, qui a rapidement reçu le nouveau saint comme patron et a été reliée à une fondation collégiale à 847. En conséquence, il est devenu un centre de pèlerinage et le Cyriakusstift a été créé.
La même année, l'archevêque de Mayence, Rhabanus Maurus, tient un synode pastoral auquel participe également Mgr Samuel. Ce synode a adopté des résolutions tournées vers l'avenir, presque modernes, dans lesquelles Samuel de Worms, en tant qu'ami de l'initiateur Rhabanus Maurus, a certainement joué un rôle majeur. Par exemple, on s'est souvenu que l'honneur dû devait être rendu à chaque personne et à chaque sexe, selon les commandements de l'Écriture. Chaque évêque devrait avoir une collection d'homélies et celles-ci doivent être clairement traduites afin que tous puissent comprendre ce qui est prêché. Le roi ne doit pas permettre que les pauvres soient opprimés, et c'est le devoir des évêques de prendre soin d'eux. Quiconque accepte des dons pour pervertir la justice s'exclut du royaume de Dieu. Si un homme exécuté pour un crime a sincèrement confessé ses péchés, il doit être traité comme tout autre, c'est-à-dire que son corps doit être emmené à l'église et des messes célébrées pour lui. En toutes choses, la foi reste nécessaire et décisive, mais sans les œuvres qui en résultent, elle est morte.
Rhabanus Maurus a également dédié plusieurs vers amicaux qui ont survécu à son ami d'enfance Samuel, ainsi que son commentaire en 30 volumes sur les lettres pauliniennes.
L'évêque Samuel a fondamentalement renouvelé la cathédrale de Worms, ce qui pourrait être lié à un tremblement de terre plus fort qui a secoué le Wormsgau en 838.

## Décès et sépulture
Lors d'une visite au monastère de Lorsch, l'évêque contracta une „maladie mortelle“, comme il est dit dans les annales de Lorsch, et il y mourut le 7 février 857 (selon d'autres sources un an plus tard). Il a été enterré dans l'église de Lorsch près de l'entrée. Johann Friedrich Schannat a transmis le texte de l'épitaphe [1], ainsi que le mémorial ultérieur dans l'église du monastère de Cyriacus à Worms-Neuhausen, où ses ossements ont été transférés en 1273 par l'évêque Eberhard I,. Après la destruction du monastère de Cyriacus en 1460, le cercueil en plomb de Samuel fut retrouvé dans les décombres lors de la reconstruction en 1479 et il y fut de nouveau enterré. En 1793, les Français profanèrent l'église et l'utilisèrent comme hôpital militaire. Lorsqu'ils ont dégagé l'église, la tombe ouverte du fondateur du monastère a été découverte. Les ossements ont été récupérés et enterrés dans une boîte dans le sol de l'église. Peu de temps après, les Français qui se retiraient ont mis le feu à tout le complexe, il a brûlé en ruines et a complètement disparu. Depuis lors, les ossements de l'évêque Samuel ont été perdus.